# Iarbă de Sudan
Iarba de Sudan (Sorghum sudanense) este o specie de plante furajere, foarte valoroasă și foarte rezistentă la secetă, înrudită cu sorgul.

## Taxoni superiori[3]
- Domeniul: Eukarya
- Regnul: Plantae
- Subregnul: Tracheobionta
- Phylum: Magnoliophyta
- Clasa: Liliopsida
- Subclasa: Commelinidae
- Ordinul: Cyperales
- Familia: Poaceae
- Genul: Sorghum

## Descriere
Iarba de Sudan prezintă o plantă cu înălțimea de 1,5–2 m cu 3–5 internoduri, panicul răsfirat, ramificat, de 20–40 cm, spiculețele dispuse câte 2–3 în vârful ramificațiilor, doar unul din ele fiind fertil, glume fin păroase, paleile florale cafenii-deschise, lucioase. Semințele au formă alungită, cu capetele ascuțite, cu palee lucioase, de culoare cafenie-deschisă, măsurând 3–4 mm.
Fructul este o cariopsă (fruct uscat , indehiscent , cu pericarpul lipit de sămânța unică), alungit-ovală sau eliptică, cu baza prelungită într-un rest de peduncul. Cariopsa la iarba de Sudan este protejată de 3 glume, dintre care 2 îmbracă cariopsa la exterior, sunt lucioase, coriacee, colorate în galben sau violaceu, alipit-păroase. Cele 2 glume externe îmbracă o a treia glumă internă, membranoasă. La rândul ei, gluma internă acoperă 2 palee membranoase.

## Pășunatul
Iarba de Sudan poate fi pășunată, dar animalele nu pot intra pe parcelă înainte ca plantele să ajungă la înălțimea de 45 de cm.

## Intoxicația cu Sorghum
Iarba de Sudan (Sorghum sudanense), sorgul de mături, cunoscut și ca "mătură" (Sorgum vulgare) și costreiul (Sorgum halopense) conțin un pricipiu toxic denumit dhurina, care le face toxice în stare verde și, mai ales, în sezoanele ploioase. Prin uscare și însilozare, cantitatea de acid cianhidric scade. Plantele din genul Sorghum sunt toxice pentru toate speciile de animale, dar datorită fermentațiilor ruminale și eliberării rapide de acid cianhidric, rumegătoarele sunt mai sensibile. Dozele mari produc moarte în decurs de câteva minute cu simptome de dispnee, vomă și contracții tetaniforme. Dozele moderate produc o intoxicație tristadială: stadiul dispneic cu vomă, neliniște, anxietate, mucoase aparente de culoare roșie aprins, respirația accelerată, dispnee; stadiul convulsiv cu accese epileptiforme, emisii involuntare de urină și fecale, respirație rară; stadiul asfixic cu scăderea bruscă a temperaturii, cianoză, bradipnee, puls slab, rar, comă, moarte. Modificările morfopatologice care atrag atenția sunt culoarea roșie aprinsă a sângelui, chiar și a celui venos și mirosul de migdale amare a conținutului stomacal și a organelor interne. În cazurile fulgerătoare și acute, tratamentul nu este eficace aproape niciodată. În cazurile cu evoluție mai lentă se urmărește evacuarea tubului digestiv (vomitive, purgative), anihilarea toxicului sau a efectelor sale prin antidoturi (hiposulfit de sodiu 5-10% i.v. 1–2 mg/kg, albastru de metilen 2%, nitrit de sodiu 1%, 25 mg/kg, EDTA-calcic, vitamina B12), analeptice cardiace.

## Recoltarea
Prima coasă se va realiza după aproximativ 60 de zile de la semănat. Plantele trebuie să aibă înălțimea de peste 45 cm la iarba de sudan și peste 65 cm la sorg și hibridul sorg x sudan, dar înaintea apariției panicului (în general la începutul lunii august). Pentru o bună regenerare înălțimea de tăiere va fi între 10–18 cm. Coasa a doua se poate realiza după circa 30-35 zile după prima. Cultura poate fi recoltată și o singură dată, când bobul este tare, pentru a obține o producție maximă la o singură coasă, dar prin această metodă va fi redusă parțial producția totală. La recoltare cultura are 70-75 % umiditate și necesită o uscare înainte de însilozare. Ofilirea se face mai încet decât la lucernă, producția raportată de unitățile cultivatoare fiind de 15-25 t masă verde/ha la iarba de sudan, și 40-50 t/ha la sorg și hibridul sorg x sudan.
După iarbă de Sudan și sorg nu se poate cultiva porumb.

## Fânul de iarbă de Sudan
Calitatea fânului este mult mai bună atunci când recoltarea s-a făcut în faza de început a înspicării. Altfel devine grosier și mai greu comestibil. Se folosește în hrana vacilor cu lapte, alături de fânurile de leguminoase, cu care se completează. Distribuite la discreție în hrana vacilor de lapte pot fi consumate până la 12–15 kg/zi în funcție de natura și calitatea fânului. Dat în rații mixte pentru vacile de lapte, fânurile se folosesc obișnuit între 5 și 10 kg/zi.

## Hibrizi
În România, Institutul Național de Cercetare-Dezvoltare Agricolă Fundulea a obținut hibridul de sorg și iarbă de Sudan, cu denumirea comercială „Tereza 2004”.
Tot aici au fost înregistrați hibrizii de sorg x Sudan: Tutova și Tinca, hibrizii de sorg zaharat: Roza, Doina, Prut și, recent, Fundulea 135-ST și soiurile Carmen (sorg zaharat) și Siret, Denisa și Donaris (sorg de mături). Hibrizii Tereza (sorg x Sudan), Fundulea 135-ST (sorg zaharat) și soiul Donaris (sorg de mături) se află în curs de extindere în producție.
Prin ordin al Ministerului Agriculturii, Pădurilor și Dezvoltării Rurale, hibridului Tinca i s-a schimbat denumirea în Catinca.
În Republica Moldova, Institutul de Ameliorări și Fitotehnie Porumbeni a obținut hibridul Sorg x Iarbă de Sudan MSS-10. Hibridul de sorg MSS 10 are o epocă de maturitate medie. Planta are înălțimea de până la 270 cm, înfrățire înaltă (5-7 tulpini la o plantă), este bine înfrunzită (8-11 frunze la tulpina principală). Este destinat pentru masă verde și siloz, pregătirea fânului, fânajului și la crearea pășunilor. Masa verde se recoltează cu 10-15 zile înainte de înmăturire. După cosire otăvește bine, formând fără irigare 2-3 coase. Calitatea masei verzi este înaltă (10,7-11,2 la sută - proteină brută și 5 la sută - glucide). Potențialul de producție -13-14 t/ha masă uscată sau 78-80 t/ha masă verde.
În Republica Moldova, iarba de sudan se mai numește și sudanca.

## Perspective
Schimbările climaterice, care afectează România, și începutul deșertificării unor zone din județele Buzău și Ialomița, implică o regândire a structurii culturilor din Câmpia Bărăganului. Deoarece porumbul și grâul sunt culturi care nu rezistă la secetă prelungită, este posibil ca în viitor să se cultive iarba de Sudan sau meiul ca plante furajere, care sunt mai rentabile decât culturile tradiționale, fapt ce ar permite creșterea masivă a animalelor.,

## Alternative de tratare a solului
Împărăginirea este o metodă care se folosește în Florida, unde plantele de vară, așa ca sorgul și iarba de Sudan, au redus dauna adusă de nematode și alți patogeni de sol plantelor de iarnă.